# Júlio Dinis
Júlio Dinis, pseudonimo di Joaquim Guilherme Gomes Coelho (Porto, 14 novembre 1839 – Porto, 12 settembre 1871), è stato uno scrittore e medico portoghese, ritenuto un autore di transizione tra il Romanticismo e gli inizi del Realismo.

## Biografia

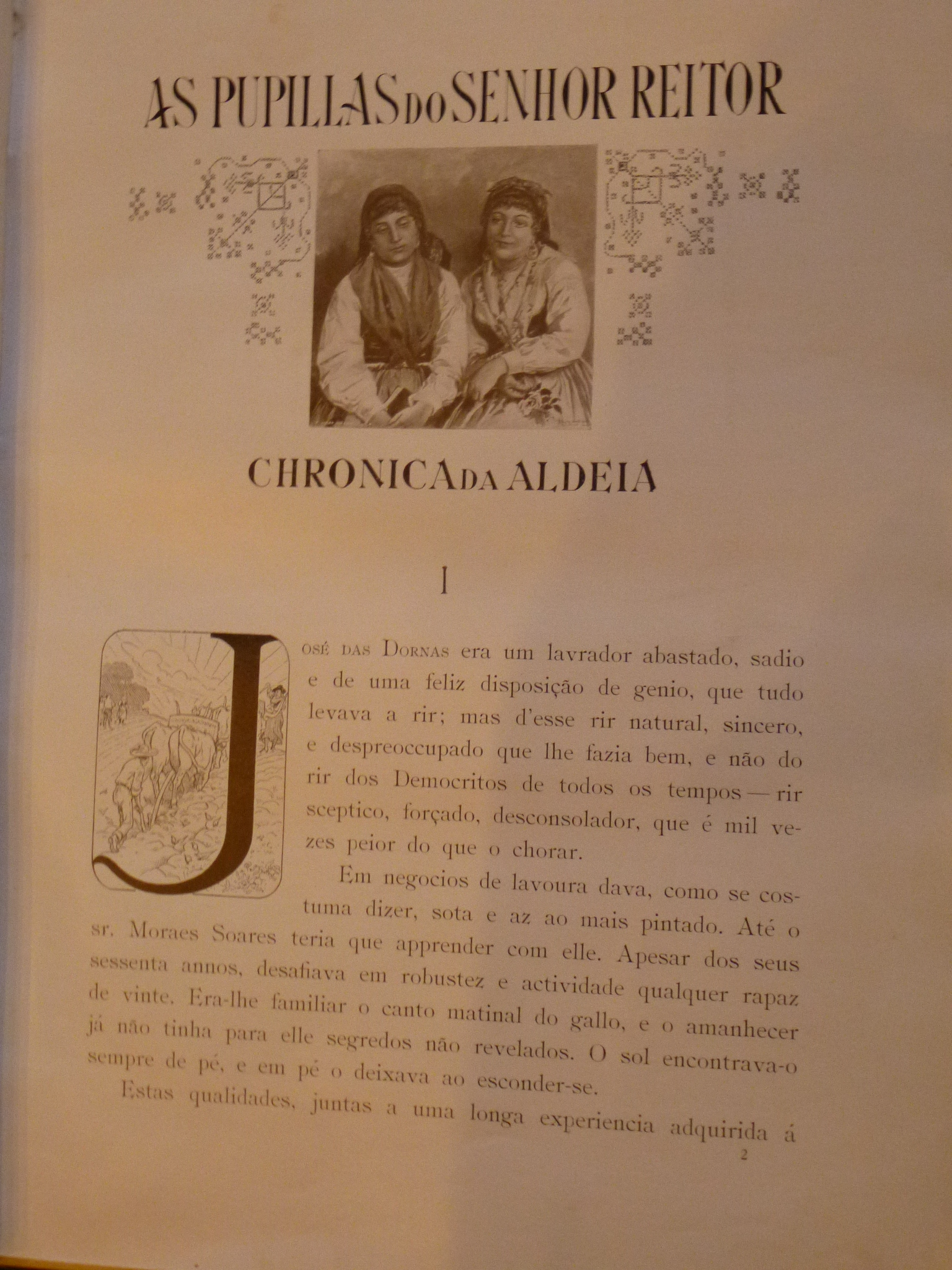
Incipit di As Pupilas do Senhor Reitor

Figlio di José Joaquim Gomes Coelho, originario di Ovar, e di D. Anna Constanza Potter, di origine anglo-irlandese.
Dopo il diploma preso alla scuola politecnica si laureò in Medicina alla scuola medica di Porto, dove assunse successivamente il ruolo di docente.
A causa della tubercolosi, si ritirò dalla professione di insegnante per soggiornare in luoghi di cura, quali Madera e Ovar.

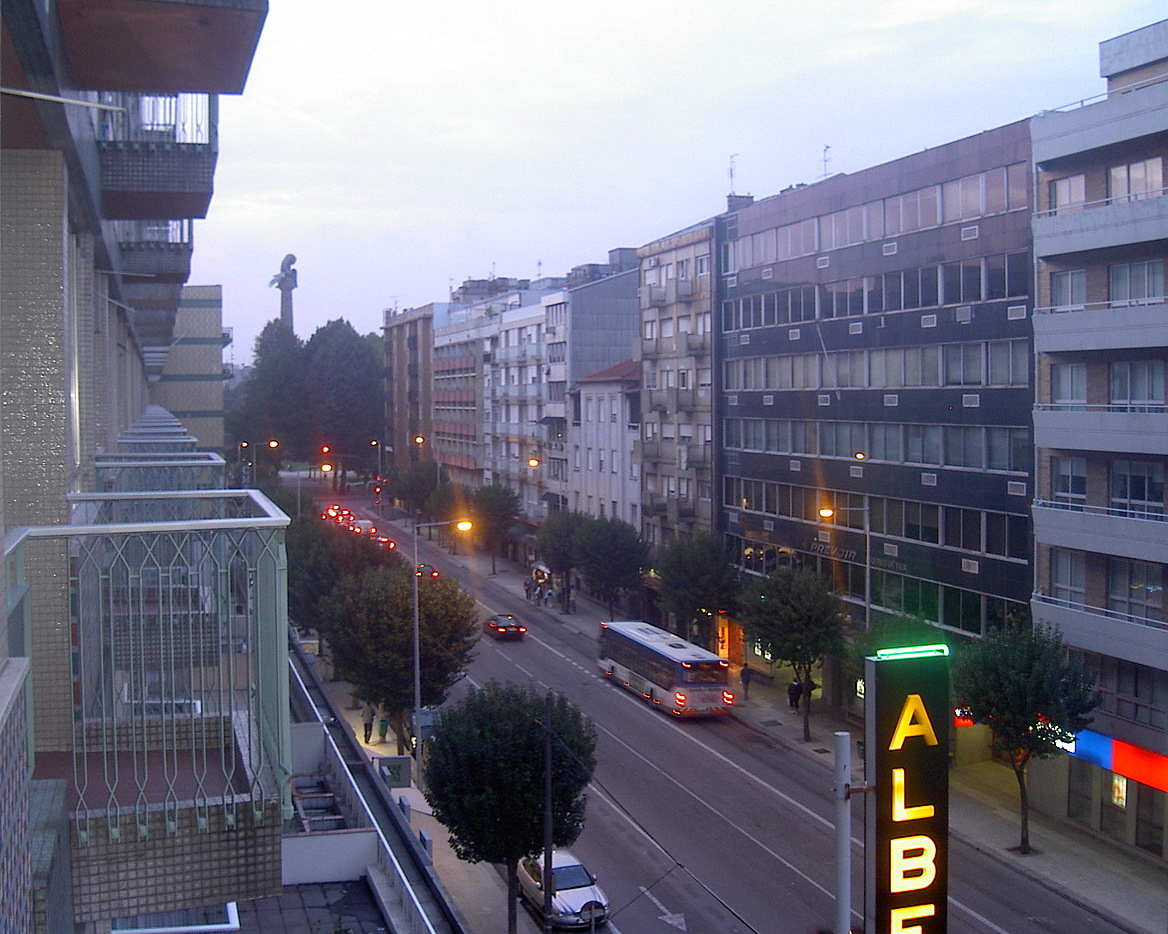
Calle Júlio Dinis a Porto

Assorbì dalla madre britannica i caratteri sia della spiritualità sia della narrativa anglosassone, che influenzarono i suoi scritti, teatrali, poetici e novellistici.
Le tematiche principali delle sue opere furono le rappresentazioni della vita borghese e della vita contadina, con un fine rivolto alla focalizzazione delle problematiche sociali. Profondo osservatore del mondo, si distinse per un'accurata descrizione dei personaggi e dell'ambiente.
Júlio Dinis, nelle sue opere, non abbandonò mai lo spirito di fratellanza, di ottimismo, di sentimenti radiosi, di amore, di speranza, che caratterizzò la sua satira bonaria, tipica di un uomo che crede nel progresso della società.
Nel suo primo romanzo, intitolato Una Família Inglesa (1862 e pubblicato solo cinque anni dopo), narrò le vicende di un classico matrimonio borghese, ispirandosi alle atmosfere di Dickens, mentre sia in As Pupilas do Senhor Reitor ("Le pupille del signor curato") (1867) sia in Os Fidalgos da Casa Mourisca ("I nobili della casa moresca") (1871), Dinis idealizzò la vita di campagna.
Intriso di satira risultò invece A Morgadinha dos Canaviais ("La padroncina dei canneti") (1868), nel quale l'autore criticò la politica della chiesa ed il suffragio universale.
Morì all'età di 31 anni, vittima della tubercolosi.

## Opere
- As Pupilas do Senhor Reitor (1867)
- A Morgadinha dos Canaviais (1868)
- Uma Família Inglesa (1868)
- Serões da Província (1870)
- Os Fidalgos da Casa Mourisca (1871)
- Poesías (1873)
- Inéditos e Dispersos (1910)
- Teatro Inedito (1946-1947)